# Chogolisagletscher
Der Chogolisagletscher ist ein rechter Tributärgletscher des Charakusagletschers im südlichen Karakorum im pakistanischen Sonderterritorium Gilgit-Baltistan.

## Lage
Der Chogolisagletscher hat eine Länge von 14 km. Er strömt anfangs in westlicher, später in südlicher Richtung durch die östlichen Masherbrum-Berge. Der Chogolisagletscher wird von folgenden Bergen eingerahmt: Chubu (6600 m), Prupoo Brakka (6870 m) und Tasa Brakka (6700 m). Der namensgebende Berg Chogolisa befindet sich 5 km weiter östlich und grenzt nicht direkt an den Gletscher. Der Chogolisagletscher mündet rechtsseitig in den Charakusagletscher, der den Hushe speist, einen rechten Nebenfluss des Shyok.